# Hammam Sousse
Hammam Sousse (Arabisch: حمّام سوسة, (Ḥemmam Sūsa)) is een gemeente aan de Middellandse Zee in het Sousse-gouvernement in Tunesië met ca 42.000 inwoners. Tot de gemeente behoort het badressort Port El-Kantaoui.

## Bekende inwoners

### Geboren
- Zine El Abidine Ben Ali (1936-2019), Tunesisch dictator
- Kamel Morjane (1948), Tunesisch politicus

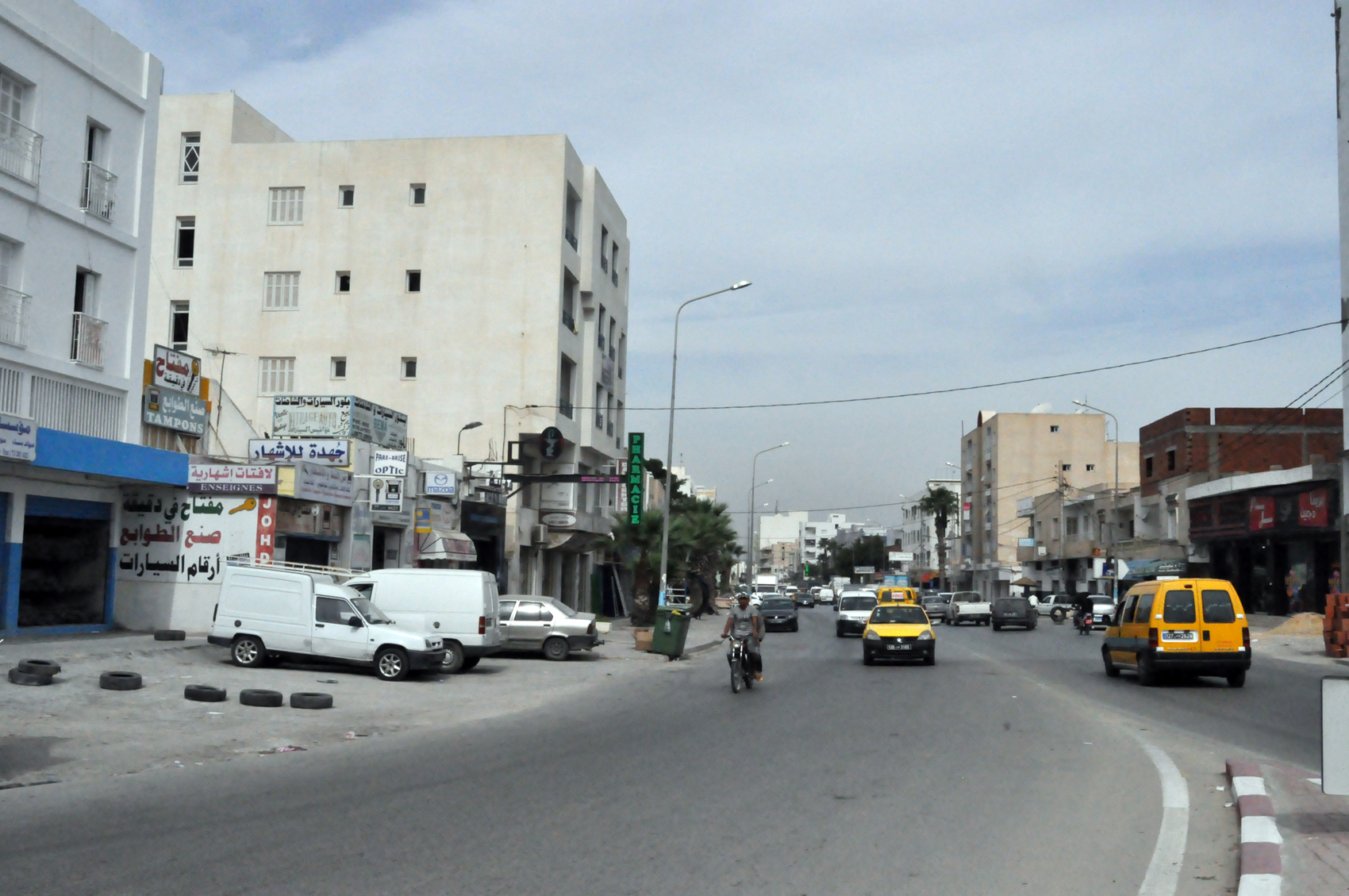
Straat in Hammam Sousse